# Wyszęcice (przystanek kolejowy)
Wyszęcice – zlikwidowany przystanek kolejowy i ładownia publiczna w Wyszęcicach na linii kolejowej Krzelów – Leszno Dworzec Mały, w powiecie wołowskim, w województwie dolnośląskim, w Polsce.